# Delosperma annulare
Delosperma annulare är en isörtsväxtart som beskrevs av L. Bol.. Delosperma annulare ingår i släktet Delosperma, och familjen isörtsväxter. Inga underarter finns listade i Catalogue of Life.